# Zygmunt Siewiński
Zygmunt Aleksander Siewiński (ur. 23 lutego 1895 w Ostrowie, zm. wiosną 1940 w Charkowie) – major taborów Wojska Polskiego, działacz niepodległościowy, ofiara zbrodni katyńskiej.

## Życiorys
Syn Antoniego i Zofii z Gruszczyńskich urodzony 23 lutego 1895 we wsi Ostrów w ówczesnym powiecie sokalskim Królestwa Galicji i Lodomerii. Uczęszczał do c. k. Gimnazjum w Buczaczu, w którym w 1913 złożył maturę. W tym samym roku rozpoczął studia na Wydziale Prawa Uniwersytetu Franciszkańskiego we Lwowie. Jako uczeń gimnazjum, a następnie student, był aktywnym członkiem Drużyn Polowych Sokoła, IX Polskiej Drużyny Strzeleckiej oraz organizacji Młodzieży Niepodległościowej „Zarzewie".
10 sierpnia 1914 wstąpił do Legionów Polskich i został przydzielony do 13. kompanii IV batalionu 3 Pułku Piechoty. W szeregach tego pułku walczył w Karpatach. W maju 1915 został przeniesiony do 4 Pułku Piechoty, a 20 grudnia tego roku do 2 pułku ułanów. Dwukrotnie ranny podczas walk. W 1916 został przeniesiony do służby werbunkowej. 9 kwietnia 1917 był odnotowany w Komisariacie Werbunkowym do WP we Włocławku i przedstawiony do odznaczenia austriackim Krzyżem Wojskowym Karola. W lipcu 1917, w trakcie kryzysu przysięgowego, odmówił złożenia przysięgi i został internowany. Po kilku tygodniach uciekł z internowania i został aresztowany w Rzeszowie, a następnie wcielony do 20 pułku strzelców. W Jogendorfie ukończył kurs oficerski. W listopadzie 1918 został internowany przez Ukraińców i osadzony w obozie w Jazłowcu. 
W kwietniu 1919, po uwolnieniu z niewoli, wstąpił do Wojska Polskiego i został przydzielony do 4 Dywizji Piechoty, w której szeregach walczył podczas wojny polsko-bolszewickiej. 17 lipca 1919 jako oficer byłych Legionów Polskich został mianowany z dniem 1 lipca 1919 podporucznikiem wojsk taborowych. Służył wówczas w Inspektoracie Wojsk Taborowych. 18 sierpnia tego roku został przydzielony do Dowództwa Taborów 5 Brygady Jazdy. 1 czerwca 1921 pełnił służbę w 6 dywizjonie Wojsk Taborowych we Lwowie. Później został przeniesiony do 10 dywizjonu taborów w Przemyślu. 3 maja 1922 został zweryfikowany w stopniu porucznika ze starszeństwem z 1 czerwca 1919 i 2. lokatą w korpusie oficerów taborowych, a 31 marca 1924 mianowany kapitanem ze starszeństwem z 1 lipca 1923 i 2. lokatą w korpusie oficerów taborowych. Z dniem 1 października 1925, w związku z wprowadzeniem nowej organizacji wojsk taborowych, został czasowo ewidencyjnie przydzielony do kadry oficerów taborowych, do czasu przeniesienia do innego korpusu osobowego. W lutym 1926 został przydzielony z 10 Szwadronu Taborów do Powiatowej Komendy Uzupełnień Pińczów na stanowisko pełniącego obowiązki kierownika I referatu administracji rezerw. W listopadzie 1927 został przeniesiony do Powiatowej Komendy Uzupełnień Łańcut na stanowisko kierownika II referatu poborowego. We wrześniu 1930 został przeniesiony do 5 dywizjonu taborów w Bochni, a w czerwcu 1934 do Kierownictwa Zaopatrzenia Taborów w Warszawie. Na stopień majora został mianowany ze starszeństwem z 19 marca 1937 i 4. lokatą w korpusie oficerów taborowych. W tym samym roku wrócił do 5 dywizjonu taborów na stanowisko zastępcy dowódcy, a w następnym wyznaczony na stanowisko I zastępcy dowódcy dywizjonu.
W nieznanych okolicznościach, po agresji ZSRR na Polskę, dostał się do niewoli sowieckiej i został osadzony w obozie w Starobielsku. Wiosną 1940 został zamordowany przez funkcjonariuszy NKWD w Charkowie i pogrzebany w bezimiennej, zbiorowej mogile w Piatichatkach, gdzie od 17 czerwca 2000 mieści się oficjalnie Cmentarz Ofiar Totalitaryzmu w Charkowie. Figuruje na tzw. liście Gajdideja (poz. 3127).
5 października 2007 minister obrony narodowej Aleksander Szczygło mianował go pośmiertnie na stopień podpułkownika. Awans został ogłoszony 9 listopada 2007 w Warszawie, w trakcie uroczystości „Katyń Pamiętamy – Uczcijmy Pamięć Bohaterów”.

## Ordery i odznaczenia
- Krzyż Niepodległości – 6 czerwca 1931 „za pracę w dziele odzyskania niepodległości”[24][25]
- Krzyż Walecznych czterokrotnie[26][19]
- Złoty Krzyż Zasługi – 1938 „za zasługi na polu pracy społecznej”[27]
- Srebrny Krzyż Zasługi – 19 marca 1937 „za zasługi w służbie wojskowej”[28][29]
- Medal Pamiątkowy za Wojnę 1918–1921[1]
- Medal Dziesięciolecia Odzyskanej Niepodległości[1]